# Dadianzi
Dadianzi (chinesisch 大甸子遗址, Pinyin Dàdiànzi yízhǐ, englisch Dadianzi Site) ist eine archäologische Stätte der Jahre 1735–1463 v. Chr. der Bronzezeit in Nordchina. Sie liegt im Aohan-Banner des Autonomen Gebiets Innere Mongolei und wurde von 1974 bis 1983 ausgegraben. Es wurden über 800 Gräber ausgegraben. Die Funde zeigen eine frühe bronzezeitliche Kultur sowie Bestattungsarten der Xiajiadian-Kultur der unteren Schicht (Xiàjiādiàn xiàcéng wénhuà 夏家店下层文化). Die Dadianzi-Stätte (Dadianzi yizhi) steht seit 1996 auf der Liste der Denkmäler der Volksrepublik China (4-22).